# Нора Бумбіере
Нора Бумбіере (латис. Nora Bumbiere; *13 березня 1947, Аугсткалнська волость, Єлгавський повіт — †12 грудня 1994) — латвійська естрадна співачка.

## Біографія
Народилася 13 березня 1947 в Аугсткалнській волості Єлгавського повіту.
Навчалася в Єлгавській музичній школі, з 1965 була співачкою ансамблю «Jaunība» Єлгавського будинку культури, пізніше жіночого вокального ансамблю Ризького естрадного оркестру (з 1968 — солістка цього колективу), солісткою вокально-інструментального ансамблю «Modo» Латвійської філармонії під керуванням Раймонда Паулса (1972-1977), з 1977 була співачкою різних латвійських ансамблів, в тому числі вокально-інструментального ансамблю «Inversija», співала в ресторані.
З 1971 співала в дуеті з чоловіком Вікторсом Лапченоксом, обидва брали участь у записі популярних альбомів Раймонда Паулса «Teic, kur zeme tā», «Kurzeme», «Jūras balss», «Nekal mani gredzenā», «Laternu stundā», «Priekšnojauta „, “ Par pēdējo lapu». Була учасником конкурсу фірм грамзапису Міжнародного фестивалю пісні в Сопоті (1976).
У 1977, після десятирічної співпраці з Раймондом Паулсом Нора Бумбіере пішла з ансамблю «Modo». У тому ж році вони розлучилися з Вікторсом Лапченоксом.

## Хвороба і смерть
Це був запущений гепатит, який довго не лікували і до лікарів не зверталися. В кінці 1993 потрапила в лікарню, де був поставлений діагноз цироз печінки, але вже нічого не можна було зробити. Померла 12 січня 1994. Похована на Баложському цвинтарі в місті Єлгава.

## Сім'я
Рідна сестра Мара Зуструпа (латис. Māra Zustrupa) — співачка, засновник і член правління фонду Нори Бумбіере («Noras Bumbieres fonds»). У Нори Бумбіере троє дітей — син Ромуальд (трагічно загинув у 2001 у віці 35 років), син Георг (живе в Ризі) і дочка Беатріс (живе в США). Є онуки.

## Пам'ять
У 2012 в Єлгаві відбулося урочисте відкриття пам'ятника Норі Бумбіере. Пам'ятник був встановлений в сквері за Єлгавським палацом культури. В майбутньому планується присвоїти цьому скверу ім'я Нори Бумбіере.
На згадку про Нору фонд її імені щорічно проводить в Єлгаві конкурс молодих вокалістів Латвії.

## Дискографія
- 1971 — «Teic, kur zeme tā»
- 1972 — «Kurzeme»
- 1973 — «Jūras balss»
- 1974 — «Nekal mani gredzenā»
- 1974 — «Vēl nav par vēlu»
- 1976 — «Laternu stundā»
- 1977 — «Priekšnojauta»
- 1995 — «Labākās dziesmas»
- 2003 — «Nora Bumbiere»